# نهج الفصيح (كتاب)
نهج الفصيح: أمثال النبي الكريم (الفارسية: تناغم‌الفصاحه؛ کلمات قصارت رسول) هو كتاب يقدم روايات وكلام النبي محمد في الأخلاق والفضائل جمعه أبو القاسم بايانده. سُمي الكتاب نهج الفصاحة نسبة لقول النبي: «أنا أفصح من نطق بالضاد».

## المُجمِّع
أبو القاسم باينده كان مؤلفًا ومترجمًا إيرانيًا، وُلد عام 1911 في نجف آباد. درس العلوم الأولية في مسقط رأسه، وأكمل دراسته في أصفهان. وفي عام 1942 م ذهب إلى طهران وبدأ بالترجمة. أصدر مجلة صبا الأسبوعية (حتى عام 1951) وكان موظفًا في الأكاديمية الإيرانية.
وبدأ يمارس نشاطه السياسي تدريجيًّا. وفي عام 1949م اُنتخب نائبًا للمؤتمر الإسلامي في مكة المكرمة. كان باينديه خبير في سرد القصص. لا يزال هناك أربعون من أعماله. ومن أبرز أعماله ترجمة القرآن الكريم التي أتمها في عام 1957 م. ومن كتبه الأخرى كتاب نهج الفصيح وهو عبارة عن مجموعة من الخطب القصيرة والأقوال المنسوبة إلى النبي محمد سنة 1947م. توفي أبو القاسم بيانده عام 1984 م.
الأعمال:
- ترجمة مروّج الذهب (تأليف المسعودي)
- ترجمة تاريخ محمد بن جرير الطبري (تأليف مؤرخ عربي)
- ترجمة كتاب حياة محمد (النبي) (تأليف محمد حسن هيكل)
- ترجمة كتاب نهج البلاغة (مشتملاً على أقوال محمد)
- ترجمة التاريخ السياسي للإسلام (حسن إبراهيم آيات)
- في أحضان السعادة
- في سينما الحياة (1957)
- ترجمة تاريخ العرب (1966)
- تطور الفكر الحديث
- ترجمة الحضارة الإسلامية (ويل ديورانت)
- القصص المقتطفة (1946)
- ظلام العدالة (1975)

## الموضوع
أدرج المؤلف أقوال النبي محمد عن الفضائل والأخلاق وتجنب الأحاديث الأخرى في الفقه وما إلى ذلك. يقول المؤلف متكلمًا حول موضوع الكتاب ودقته:
| نهج الفصيح (كتاب) | لقد جمعتُ هذه المجموعة من أحاديث النبي (صلى الله عليه وآله وسلم) على مدى سنوات من دراسة النصوص، وقضيتُ فيها من عمري ما استطعت، ورغم كل ما بذلتُ من جهد واهتمام، فإن وُجد فيها حديث غير صحيح، فلا يقلقني ذلك، لأني لم أنسب إلى النبي (صلى الله عليه وآله وسلم) ما ليس منه، ولم أنقل قولاً واهياً عن غيره، كما أن لي بعض العذر في ذلك، لأن هذه المجموعة لا تتناول أحكام الحلال والحرام، بل تتعلق بمكارم الأخلاق والفضائل والكمالات، وقد كان سلفنا الصالح متسامحين في أسانيد مثل هذه الأحاديث. | نهج الفصيح (كتاب) |

وقد نُسب بعض ما في هذه المجموعة إلى علي بن أبي طالب، وتوجد في بعض المواضع تشابهات في المعنى واللفظ، وفيما يخص هذا الالتباس في النسبة، يقول المؤلف:
| نهج الفصيح (كتاب) | كثيرًا ما نجد أقوالاً مشابهة تُنسب للإمام علي (عليه السلام) وقد نُقلت أيضًا عن النبي (صلى الله عليه وآله وسلم)، فيظن البعض أن ذلك من أخطاء الرواة، ولكن الحقيقة أن التشابه الروحي بين النبي محمد وعلي هو ما أفضى إلى هذا التشابه. | نهج الفصيح (كتاب) |

## البناء
يحتوي هذا الكتاب على 3227 حديثًا، وفيه ملحقان: الأول يتضمن أحاديث التبي محمد، والثاني يتضمن الأقوال المجازية. وقد كتب المؤلف أيضًا مقدمة مطولة للكتاب، أوضح فيها هدفه من كتابة الكتاب، وهو مشاركة طلاقة محمد في الكلام ومواضيع أخرى. ترتيب الأحاديث في هذا الكتاب ترتيبًا أبجديًّا حسب الحرف الأول من الكلمة الأولى للحديث. وقد قامت الترجمات والطبعات اللاحقة بإعادة ترتيب الأحاديث حسب موضوعاتها.

## الترجمة
كما تُرجم الكتاب إلى اللغة الإنجليزية على يد الأستاذ الجامعي حسين وحيد دستجردي وفي منشورات أنصاريان في قم.